# 福岡アンパンマンこどもミュージアムinモール
- アンパンマンミュージアム > 福岡アンパンマンこどもミュージアムinモール
- 博多リバレインモール > 福岡アンパンマンこどもミュージアムinモール

福岡アンパンマンこどもミュージアムinモールとは福岡県福岡市博多区下川端町博多リバレインモールにある『アンパンマン』のテーマパーク。

## 概要
九州地方初の『アンパンマン』のテーマパークで2014年（平成26年）4月18日に開業。ミュージアムとして初の完全屋内型施設である。
2019年3月15日には追加エリアとして「ばいきんひみつ基地」がオープン。

## フロア構成
当施設のミュージアムエリアとショップ&フード・レストランエリアは分離していないため、ショップのみの利用の場合もチケットの購入が必要となる。各フロアの詳細は公式サイト内「フロアマップ」も参照。

### ショップ&フード・レストラン
飲食店や売店など17店舗が出店している。
利用案内
- 営業時間：10時〜17時（最終入館は16時/※営業時間は時期により異なる場合がある）

#### おもな店舗
フード・レストラン
- ジャムおじさんのパン工場
- ドキンズハートシェイプカフェ
- アンパンマンのできたてステーション
- ふっくらごはん工場
- フルーツ島のジュース屋さん(閉店)
- ソフトクリームやさん
- アンパンマン＆ペコズキッチン
- うどんちゃんのやたい

グッズ・ショップ
- アンパンマンテラス
- バタコさんの手づくりハウス
- ドキンちゃんのドキドキおしゃれショップ
- ふわふわぬいぐるみやさん
- アンパンマンキッズコレクションwithアンパンマンフレンズ
- おせんべまんのおせんべ屋さん
- ふうせんかばさんのふうせん屋

その他・サービス
- アンパンマンにこにこ写真館
- アンパンマンカーニバル王国

### ミュージアム
利用案内
- 営業時間：10時〜17時（最終入館は16時/※営業時間は時期により異なる場合がある）
- 入館料他詳細は公式サイトの「チケット・営業時間」を参照。

施設案内
ミュージアムは以下の17のエリアで構成され、メインステージ会場となっている“やなせたかし劇場”ではアンパンマンのショーが毎日開催されている。
6階
- おでむかえひろば
- みんなのまち
- アンパンマンごう
- パンこうじょうのおか
- みみせんせいのがっこう
- コロコロボールプール
- バイキンUFO
- はっけんジオラマ
- トリックアート

5階
- SLマン&ポッポちゃん
- バイキンひみつ基地
- おすなば[5]
- ボールパーク
- 虹のすべりだい
- やなせたかし劇場
- アンパンマンとばいきんまんのふわふわハウス